# Reminiscencias
Reminiscencias es el décimo cuarto disco completo de la agrupación cubana que interpreta boleros latinoamericanos, con mayor envergadura bolero-tango, en esta placa interviene el cantante Leo Marini, grabado en 1958. Es el vigésimo tercer long play comercial de la Sonora Matancera. 

## Canciones
1. "Yo Vivo Mi Vida" (Federico Baena) — 2:20
2. "Cobardía" (Domingo Fabiano) — 2:30
3. "Caribe Soy" (Luis Alday) — 2:20
4. "Canción del Dolor" (Rafael Hernández/Bernardo San Cristóbal) — 2:18
5. "Amigo" (Rafael Hernández) — 2:32
6. "Dulce Aventura" (José Antonio Zorrilla/Javier Ruiz Rueda) — 2:36
7. "Dos Almas" (Domingo Fabiano) — 2:35
8. "Mi Todo" (Alfredo Parra) — 2:50
9. "Tristeza Marina" (José Dames/Horacio Sanguinetti) — 2:34
10. "Vieja Deuda" (Julio Blanco Leonard) — 2:43
11. "Fichas Negras" (Johnny Rodríguez) — 2:47
12. "Falsaria" (Carlos Martínez Gil/Pablo Martínez Gil) — 3:00

- Datos: Q6105289